# Черёмушкино
Черёмушкино — село в Залесовском районе Алтайского края России. Административный центр Черёмушкинского сельсовета.

## История
Черёмушкино было основано в 1760 году. В «Списке населенных мест Российской империи» 1868 года издания населённый пункт упомянут как заводская деревня Черёмушкина (Воронская) Барнаульского округа (1-го участка) Томской губернии при речке Талице. В деревне имелось 36 дворов и проживало 211 человек (103 мужчины и 108 женщин).

В 1899 году в деревне, относящейся к Боровлянской волости Барнаульского уезда, имелось 134 двора (126 крестьянских и 8 некрестьянских) и проживало 753 человека (379 мужчин и 374 женщины). Функционировали школа грамоты, купеческое питейное заведение, два кожевенных завода, торговая лавка и общественный хлебозапасный магазин.
По состоянию на 1911 год село включало в себя 315 дворов. Имелись церковь, хлебозапасный общественный магазин, операционный почтовый пункт, волостное правление, казённая винная лавка, две мануфактурных и две мелочных лавки, маслодельный завод, воскресный базар, три кожевенных завода, пять водяных колёсных мельниц, два кирпичных завода и две маслобойни растидельных семян. Население на тот период составляло 1770 человек. Административно село входило в состав Талицкой волости Барнаульского уезда.

В 1926 году в селе Черёмушкинском имелось 411 хозяйств и проживало 1976 человек (954 мужчины и 1022 женщины). Функционировали школа I ступени, библиотека, изба-читальня, кредитное товарищество и лавка общества потребителей. В административном отношении Черёмушкинское являлось центром сельсовета Залесовского района Барнаульского округа Сибирского края.

## География
Село находится в северо-восточной части Алтайского края, преимущественно на левом берегу реки Талица (приток реки Чумыш), на расстоянии примерно 26 километров (по прямой) к западу от села Залесово, административного центра района. Абсолютная высота — 160 метров над уровнем моря.

Климат умеренный, континентальный. Средняя температура января составляет −19 °C, июля — +18 °C. Годовое количество атмосферных осадков — до 600 мм.

## Население
| 1997  | 1998  | 1999  | 2000  | 2001  | 2002  | 2003  |
| ----- | ----- | ----- | ----- | ----- | ----- | ----- |
| 1432  | ↘1375 | ↗1378 | ↘1376 | ↘1346 | ↘1296 | ↘1237 |
| 2004  | 2005  | 2006  | 2007  | 2008  | 2009  | 2010  |
| ↘1208 | ↗1243 | ↘1224 | ↘1216 | ↗1237 | ↘1235 | ↘1102 |
| 2011  | 2012  | 2013  |       |       |       |       |
| ↗1114 | ↘1090 | ↘1060 |       |       |       |       |

Согласно результатам переписи 2002 года, в национальной структуре населения русские составляли 87 %.

## Инфраструктура
В селе функционируют средняя общеобразовательная школа, детский сад, врачебная амбулатория (филиал КГБУЗ «Залесовская центральная районная больница»), дом культуры (ныне не существуют,  пострадал от пожара)  и отделение Почты России.

## Улицы
Уличная сеть села состоит из девяти улиц:
- ул. Гагарина
- ул. Советская
- ул. Николаева
- ул. Ленина
- ул. Заводская
- ул. Заречная
- ул. Лесная
- ул. Анатолия
- ул. Черникова

## Известные уроженцы
- Коркин, Николай Петрович  (1906—1965) — советский военачальник, полковник.